# Samoborski Otok
Samoborski Otok je naselje koje se nalazi u sastavu Grada Samobora, Zagrebačka županija.

## Stanovništvo
Prema popisu stanovništva iz 2011. godine, naselje je imalo 600 stanovnika te 157 obiteljskih kućanstava prema popisu iz 2001.
| broj stanovnika | 160   | 149   | 193   | 216   | 258   | 324   | 341   | 441   | 524   | 542   | 594   | 595   | 605   | 630   | 639   | 600   | 611   |
|                 | 1857. | 1869. | 1880. | 1890. | 1900. | 1910. | 1921. | 1931. | 1948. | 1953. | 1961. | 1971. | 1981. | 1991. | 2001. | 2011. | 2021. |

## Šport
Međunarodni kajakaški maraton Samoborski Otok – Zagreb održava se od 1968.
Kup Nogometnog središta Samobor održava se od 1994.